# Purmamarca
Purmamarca je mesto v departmaju Tumbaya v Jujuy v Argentini.

## Etimologija
Ime mesta lahko razlagamo kot kombinacijo besed v jeziku Ajmara purma ('puščava') in marca ('mesto'), čeprav se puščava v tem jeziku lahko nanaša na 'necivilizirano' ali 'od človeka nedotaknjeno', zato se ime pogosto razlaga kot 'Mesto deviške dežele'.

## Geografija
Kraj leži na provincialni cesti 16, 4 km zahodno od državne ceste 9, 65 km od glavnega mesta province San Salvador de Jujuy in 22 km od Tilcare.
Nahaja se v Quebrada de Purmamarca, včasih velja za del Quebrada de Humahuaca. Cerro de los Siete Colores (Gora sedmih barv) kaže svoj barvit obraz bližnjemu mestu.

## Gospodarstvo
Zgodovinsko izpuščeno iz trgovinske osi province je območje dobilo nekaj gospodarskega vpliva predvsem zaradi dveh različnih, a povezanih dogodkov:
Po eni strani je bila mestna cestna povezava močno izboljšana s tako imenovano asfaltirano komercialno cesto na osi Kozorogovega povratnika prek Cuesta de Lipán do mejnega prehoda s Čilom v Paso de Jama proti Atacami in Tihemu oceanu. Čeprav je to lokalni industriji prineslo nekaj neposrednih koristi, je izboljšalo pritok turizma.
Po drugi strani pa je Quebrada de Humahuaca leta 2003 UNESCO razglasil za svetovno dediščino, kar povečuje zanimanje tako nacionalnega kot mednarodnega turizma za to območje. Kolonialni slog in Cerro de Siete Colores ter omejene, a vse večje možnosti nastanitve naredijo mesto zanimivo destinacijo za turiste, ki obiščejo argentinski sever.
Večina drugih gospodarskih dejavnosti je povezanih s turizmom, vključno s proizvodnjo obrti, ki se nato prodaja na lokalni tržnici na glavnem trgu, s prenočišči in ogledi.

### Turizem
Mestna atrakcija vključuje omenjeni Cerro de los Siete Colores in mestno obrtno tržnico. Služi tudi kot izhodišče za pohode, kot sta Paseo de los Colorados in reka Purmamarca, ter oglede Salinas Grandes, arheološkega najdišča Huachichocana in Lagune de Guayatayoc z rožnatimi plamenci in divjimi gosmi.

## Zgodovina
Mesto ima tisočletno tradicijo in je že obstajalo v času prihoda konkvistadorjev. Cerkev je iz leta 1648 z lepimi prekladami na glavnih vratih. Posvečena je Santa Rosa de Lima (Sveta roža iz Lime). Njen praznik praznujejo 30. avgusta. Leta 1941 je bila cerkev razglašena za narodni zgodovinski spomenik s preprosto arhitekturo, iz na soncu sušene opeke, strešne konstrukcije iz kaktusa Pachycereus pringlei in eno ozko ladjo. V njej so slike iz šole Cuzqueña (Cusco) iz 18. stoletja in predmeti umetniške vrednosti.

### Potresi
Seizmičnost na območju Jujuyja je pogosta in nizke intenzivnosti, potresna tišina srednje do močnih potresov vsakih 40 let.
Potres leta 1863: čeprav se je ta katastrofalna geološka dejavnost dogajala že v prazgodovini, je potres 4. januarja 1863 pomenil pomemben mejnik v zgodovini potresnih dogodkov v Jujuyju s 6,4 po Richterju. A s posebno skrbjo in / ali omejevanjem gradbenih predpisov se ni nič spremenilo.
Potres leta 1948: 25. avgusta 1948 s 7,0 Richterju, ki je uničil stavbe in odprl številne razpoke na ogromnem območju.
Potres leta 2009: 6. novembra 2009 s 5,6 Richterju.